# Orsísio
Orsísio (em grego:  Arsisios, nome local Oresiesis-Heru-sa Ast, em latim: Orsisius) foi um monge egípcio e um escritor do século IV d.C.

## Biografia
Ele era um discípulo de Pacômio na ilha de Tabena, no rio Nilo. Quando Pacômio morreu (348 d.C.), Orsísio foi escolhido como seu sucessor no mosteiro cenobita fundado por ele (e considerado o primeiro no mundo). Porém, ele logo renunciou em favor de Teodoro.
Após a morte de Teodoro (ca. 380 d.C.), a conselho de Santo Atanásio, que Orsísio aceitou o manto de hegúmeno.

## Obras
Acredita-se que Teodoro e Orsísio ajudaram Pacômio na composição de sua regra monástica. Genádio de Marselha, em sua De Viris Illustribus IX, menciona outra obra:
| “ | Oresiesis, o monge, um colega de Pacômio e Teodoro, conhecedor profundo das Escrituras, compôs um livro contendo as instruções da disciplina monástica, no qual quase todo o Novo e o Velho Testamento são explicados em curtas dissertações no que se referem aos monges; e pouco antes de sua morte, ele deixou este livro aos seus irmãos como seu testamento." | ” |
|   | — Genádio de Marselha, De Viris Illustribus IX. |   |

Supostamente esta é a obra "Doctrina de institutione monachorum" traduzida por São Jerônimo para o latim. Migne publicou depois outra obra atribuída ao mesmo autor:  "De sex cogitationibus sanctorium" que, porém, é provavelmente de um outro Oresius, posterior.